# Laurentius Angelus
Laurentius Angelus, Wawrzyniec Anioł (XII wiek) – śląski mistrz górniczy, postać półlegendarna. Prawdopodobnie był walońskim osadnikiem na Śląsku. Zapoczątkował tradycje wydobycia rud na Dolnym Śląsku. W 1148 odkrył złoża rud żelaza w okolicach Kowar.  Przypisuje mu się też odkrycie w 1156 złóż miedzi w Miedziance w Rudawach Janowickich. Udokumentowane zapisy o eksploatacji obu złóż pochodzą jednak dopiero z początku XIV wieku.